# Krzysztof Piotr Piekarski
Krzysztof Piotr Piekarski, z Piekar herbu Topór (ur. na pocz. XVII wieku, zm. 1672) – wojewoda brzeskolitewski w latach 1668-1672, kasztelan brzeskolitewski w latach 1666-1668, podkomorzy brzeskolitewski w latach 1656-1666, wojski brzeskolitewski w latach 1643-1656, podczaszy brzeskolitewski w latach 1635-1643, tłumacz literatury włoskiej.

## Życiorys
Urodził się przed rokiem 1609. Pochodził ze średniej szlachty, osiadłej w województwach: sandomierskim, ruskim i brzeskim. Znał język i literaturę włoską. W młodości służył w wojsku (Chocim, Prusy, Moskwa – za panowania Władysława IV). Dzięki koneksjom rodzinnym pełnił urzędy ziemskie (podczaszy od 1639, wojski od ok. 1651, podkomorzy od 1658) i senatorskie (kasztelan od 1667, wojewoda) w województwie brzeskim.
Poseł na sejm 1639 roku, sejm 1646 roku. Poseł brzeskolitewski na pierwszy sejm 1666 roku.
W 1648 roku był elektorem Jana II Kazimierza Wazy z województwa brzeskolitewskiego.
Ożenił się z Zofią Orzeszkówną, podsędkówną mielnicką. W roku 1650 zamieszkał na wsi, kiedy to zaczął również pisać. Poseł sejmiku brzeskiego powiatu brzeskolitewskiego na sejm wiosenny 1666 roku.
W późniejszym wieku interesował się także kwestiami społeczno-politycznymi. Zmarł około roku 1672.

## Twórczość
Przetłumaczył dzieła Francesco Andreiniego Bohatyr straszny (Warszawa 1652, 1695) oraz Suplement bohatyra strasznego (Warszawa 1665) a także Giovana Francesco Loredano Adamo - Adam (Warszawa 1651) i Federica Malipiera Il Saulo convertito - Periphrasis nawrócenia Szawła surowego, (Warszawa 1666).

### Ważniejsze przekłady
- F. Loredano Adam... z włoskiego na polski język... wytłumaczony, Warszawa 1651, drukarnia P. Elert (2 edycje odmienne), parafrazowana historia Adama i Ewy
- Bohatyr straszny z włoskiego na polski język wytłumaczony, Warszawa 1652, drukarnia P. Elert, wyd. następne: Kraków 1695; fragmenty przedr. M. Brahmer "Samochwał włoski w kontuszu" w książce Z dziejów włosko-polskich stosunków kulturalnych, Warszawa 1939; podobiznę fragm. rękopisu ogł. J. Krzyżanowski Historia literatury polskiej, t. 1, Warszawa 1939, s. 273, (zdaniem M. Brahmera jest to przeróbka części dialogów oryginału F. Andreiniego Le bravure del Capitano Spavento a nie, jak przypuszczano, dokonana poprzez tłum. łacińskie)
- Supplik zbawiennych piętnaście na piętnaście Psalmów Dawidowych gradualnych. Też i siedm stopni żalu i skruchy marnotrawce... na siedm psalmów pokutnych. Z konceptu włoskiego, 1654; fragm. Supplik przedr. A. Klubówna "Uwagi o stylu i języku w Supplikach K. Piekarskiego", Księga pamiątkowa... Koła Polonistów Uniwersytetu Poznańskiego, Poznań 1930, (tłum. z łacińskiego przekładu oryginału włoskiego lub może wprost z oryginału łacińskiego; Stopnie żalu mają w wyd. osobną kartę tyt.: Stopnie żalu marnotrawce na siedm psalmów pokutnych z konceptu włoskiego napisane, Warszawa 1654, drukarnia P. Elert; stanowią one zdaniem K. Wilkowskiej-Wrotkowskiej parafrazę psalmów pokutnych z dzieła F. Loredana Sensi di devotione sovra i sette salmi della penitenza di Davide, Wenecja 1653)
- Cnoty cel, nie ów, do którego zmierza Machiawell i inni w akademiej onegoż promowani politycy, odkryty piórem polskim, Warszawa 1662, (zdaniem R. Pollaka jest parafrazą księgi drugiej Anti-Machiavela jezuity hiszpańskiego, Ribadeneiry, poprzez przekł. łaciński P.J. Orana)
- Suplement Bohatyra strasznego, w r. 1665 napisany, Warszawa (brak roku wydania), drukarnia P. Elert; fragmenty przedr. M. Brahmer "Samochwał włoski w kontuszu" w książce Z dziejów włosko-polskich stosunków kulturalnych, Warszawa 1939, (cd. Bohatyra strasznego...; wolna przeróbka części oryginału włoskiego)